# Die Wüstenratten
Die Wüstenratten (Originaltitel: The Desert Rats) ist ein US-amerikanischer Kriegsfilm aus dem Jahr 1953. Die Stars des Films waren Richard Burton und Robert Newton.

## Handlung
April 1941: Während des Zweiten Weltkriegs hat der deutsche Feldmarschall Erwin Rommel mit dem Deutschen Afrikakorps die britische Armee nach Ägypten zum Rückzug gezwungen. Nur die Festung von Tobruk steht zwischen Rommel und dem Suezkanal. Tobruk ist eine ständige Bedrohung für die Versorgungsleitungen der Deutschen und muss nach Rommels Meinung fallen.
Die Festung von Tobruk ist nur mit einem kleinen australischen Bataillon ausgestattet und Rommel glaubt an einen leichten Sieg. Anführer des Verteidigungskommandos ist Captain MacRoberts. Dieser entdeckt in den Reihen der Australier einen ehemaligen Lehrer: Tom Bartlett, ein Alkoholiker. Bartlett wurde in England wegen seiner Alkoholsucht entlassen, ging nach Australien und schloss sich im Alkoholrausch der Armee an. MacRoberts bietet Bartlett ein sicheres Quartier an, doch der lehnt ab.
Eines Tages fegt ein gewaltiger Sandsturm über die Region um Tobruk hinweg. Diese Naturgegebenheit nutzen die Deutschen, um die Festung der Briten anzugreifen. Bei dem Angriff wird der britische Hauptmann Currie verwundet. Leutnant Carstairs Harry verlässt seinen Posten, um Currie zu helfen. Darüber ist Captain MacRoberts derart erbost, dass er Harry wegen Befehlsverweigerung vor das Kriegsgericht stellen lassen will, doch Bartlett kann ihn davon abhalten. Insgesamt war dieser erste Angriff der Deutschen auf Tobruk erfolglos und Erwin Rommel musste sich nach hartem Kampf zurückziehen.
MacRoberts, ursprünglich ein australischer General, wird nach dem abgewehrten Angriff der Deutschen zunächst zum Major befördert, später erfolgt sogar noch eine vorübergehende Beförderung zum Oberstleutnant. Er ordnet an, jede Nacht eine Patrouille zu entsenden um den Feind zu sabotieren und Angriffsvorbereitungen rechtzeitig zu entdecken.
Irgendwann wird MacRoberts berichtet, dass ein deutscher Angriff unmittelbar bevorstehe. In einem Himmelfahrtskommando greift MacRoberts mit italienischen Lastwagen das deutsche Lager an, dabei wird Leutnant Carstairs getötet und MacRoberts gefangen genommen. Während MacRoberts wegen seiner Verletzungen behandelt wird, trifft er Rommel. MacRoberts macht Rommel klar, dass dieser nie den Suezkanal für sich gewinnen werde. Rommel ist verwirrt über die Frechheit des jungen Leutnants und wagt keine Widerrede. Später wird der Gefangenentransport mit MacRoberts und Smith von britischen Tieffliegern angegriffen, dabei gelingt den beiden die Flucht zurück zu ihrer Truppe.
Im November bekommen die „Wüstenratten“ den Auftrag, noch einmal die strategisch wichtige Höhe von Ed Duda zu halten, bis sie von der 8. Armee entsetzt werden. Aus den geplanten drei werden neun Tage, die Truppe zeigt Auflösungserscheinungen. In höchster Not wächst Bartlett doch noch über sich selbst hinaus und warnt die Männer vor einem deutschen „Sperrfeuer“, so dass diese rechtzeitig die rettende Deckung suchen können. Unmittelbar darauf kündigt Dudelsackmusik den anrückenden Entsatz an, worauf sich Bartlett unter dem Jubel der Männer einen Schluck gönnt.
Im Abspann wird erwähnt, dass es Rommel erst ein Jahr später, am 21. Juni 1942, gelang Tobruk zu erobern.

## Sonstiges
James Mason hatte Feldmarschall Erwin Rommel zuvor bereits in Rommel, der Wüstenfuchs (The Desert Fox, 1951) verkörpert.

## Kritiken
„Knackige Kriegsaction im Pseudo-Doku-Stil.“

„Gibt sich dokumentarisch, doch überwiegt der Eindruck der Konstruktion.“

## Auszeichnungen
Die Wüstenratten war 1954 für einen Oscar in der Kategorie „Bestes Originaldrehbuch“ nominiert, konnte sich jedoch nicht gegen Der Untergang der Titanic durchsetzen. Im Jahr zuvor gewann James Mason den National Board of Review Award als bester Hauptdarsteller.